# Vancouver

Vancouver [vænˈkuːvɚ] je pristaniško mesto na jugozahodu Britanske Kolumbije (skrajni jugozahodni kot Kanade) ob obali Tihega oceana. Svoje ime je dobilo po britanskem raziskovalcu Georgeu Vancouvru. 
Ima 603.519 prebivalcev, s čimer je šesto največje mesto v Kanadi in največje mesto v Britanski Kolumbiji. Prebivalstvo je pretežno katoliško (mdr. sedež rimskokatoliške nadškofije) in protestantsko. Ima pomembno vlogo v trgovini z ZDA. 
Vancouver in bližnji Whistler sta gostila zimske olimpijske igre leta 2010.